# Ibn Tumart
Muhammad ibn Tūmart, in arabo ابن تومرت‎?, Ibn Tūmart (Atlante, 1080 - 1081 – Tinmal, 1130), è stato un politico e riformatore religioso berbero, fondatore del movimento degli Almohadi.
Berbero, apparteneva alla stirpe degli Hargha, per parte di padre, e a quella dei Masakkala, per parte di madre: entrambe frazioni dei Banu Masmuda.
Dei suoi primi trent'anni di vita si sa ben poco. I suoi studi iniziarono in al-Andalus, a Cordova, poi continuarono nell'Oriente islamico. La leggenda narra che arrivato qui abbia incontrato e allacciato cordiali rapporti con al-Ghazali, ma è comunque certo che egli si sia legato agli ambienti dei dotti ashariti.
Nel 1116-17 tornò dall'Oriente, radunando attorno a sé un seguito sempre più numeroso. Ebbe tuttavia non pochi problemi, conseguenti soprattutto ai suoi forti appelli al ravvedimento personale e alla necessità di una riforma dei costumi. Ciò gli provocò non lievi screzi con le autorità almoravidi. Sulla via del ritorno incontrò il suo successore e grande amico ‛Abd al-Mu’min a Mallala.
Ibn Tumart costituì una seria minaccia per il regime almoravide stabilitosi in Maghreb, e divenne presto capo effettivo di un movimento anti-almoravide, i cui membri chiamavano se stessi “Unitari” (al-muwaḥḥidūn), da cui deriva il loro nome di Almohade. Sotto la sua guida si riunirono gruppi legati da sentimenti tribali anti-almoravidi, spinti dalla medesima volontà di recuperare una perduta purezza di fede islamica.
Nel 1121, nel suo villaggio natale di Igilliz, si proclamò Mahdi, colui cioè che avrebbe dovuto colmare il mondo di giustizia. Non fu difficile attribuirgli le caratteristiche fisiche tradizionali del Mahdi, e non mancò neppure una genealogia che collegasse Ibn Tumart al Profeta, e per questo egli si fregiò del patronimico di ‘Abd Allah. 
In seguito ai vari scontri tra Almohadi – fiancheggiati nel Sus dalle tribù dei Masmuda – e Almoravidi, questi ultimi decisero di ampliare e rafforzare le proprie truppe, e come conseguenza Ibn Tumart stimò più prudente ritirarsi presso la sua gente a Tinmal, dove costruì una moschea, intorno al 1123. 
Gli anni che seguirono furono consacrati al consolidamento e all'estensione progressiva del potere almohade, anche se la frammentazione dei Maṣmūda e di tutti i gruppi tribali fu un freno alla rapida estensione del movimento. Tuttavia le diverse opposizioni che si andavano profilando furono represse per mezzo del tamjiz, cioè “differenziazione”: in pratica il massacro.
Ibn Tūmart allora decise di intraprendere il jihād contro gli Almoravidi.
Gli Almohadi nel 1130 vennero sconfitti nella battaglia di al-Buhayra, Ibn Tūmart morì qualche mese dopo la battaglia. Gli succedette alla guida del movimento almohade il suo fidato generale 'Abd al-Mu'min.

## Il pensiero di Ibn Tūmart
Muhammad ibn Tūmart, fu un riformatore religioso musulmano, intransigente nell'osservanza degli obblighi religiosi. Un fondamentalista che ebbe come scopo ristabilire quello che lui considerava come la purezza originale della fede in conformità del Corano. 
Politicamente si dimostrò avveduto e dotato di astuzia, agendo sempre con decisione ed energia, non rifuggendo neppure dalla crudeltà, pur di raggiungere i suoi scopi. Sua caratteristica predominante fu un magnetismo personale molto elevato: un personaggio dotato di fortissimo carisma che riuscì, anche se per un breve periodo, a riunire gruppi eterogenei, normalmente tendenti a un individualismo anarcoide. 
Volle restaurare un corretto sistema di vita musulmano: assunse dagli ashariti, i metodi della teologia dogmatica (kalām ) e il rifiuto di ogni antropomorfismo.
Sostituì quindi l'immagine umanizzata di Dio (tajsim ) con il tawhid, ovvero l'indivisibile unità di Dio. Fu anche un esperto giureconsulto (faqih) della regione del Sous.
Cercò di emulare la vita e l'opera del Profeta: Tinmal divenne punto terminale di una “emigrazione” (hijra) come quella compiuta dal Profeta e dai suoi primi pochi seguaci a Yathrib e la comunità che volle far nascere era modellata sulla prima Umma islamica, mentre i seguaci di Ibn Tūmart vennero chiamati “ausiliari”, ansar, al pari dei primi convertiti medinesi.